# Luca vitale
'

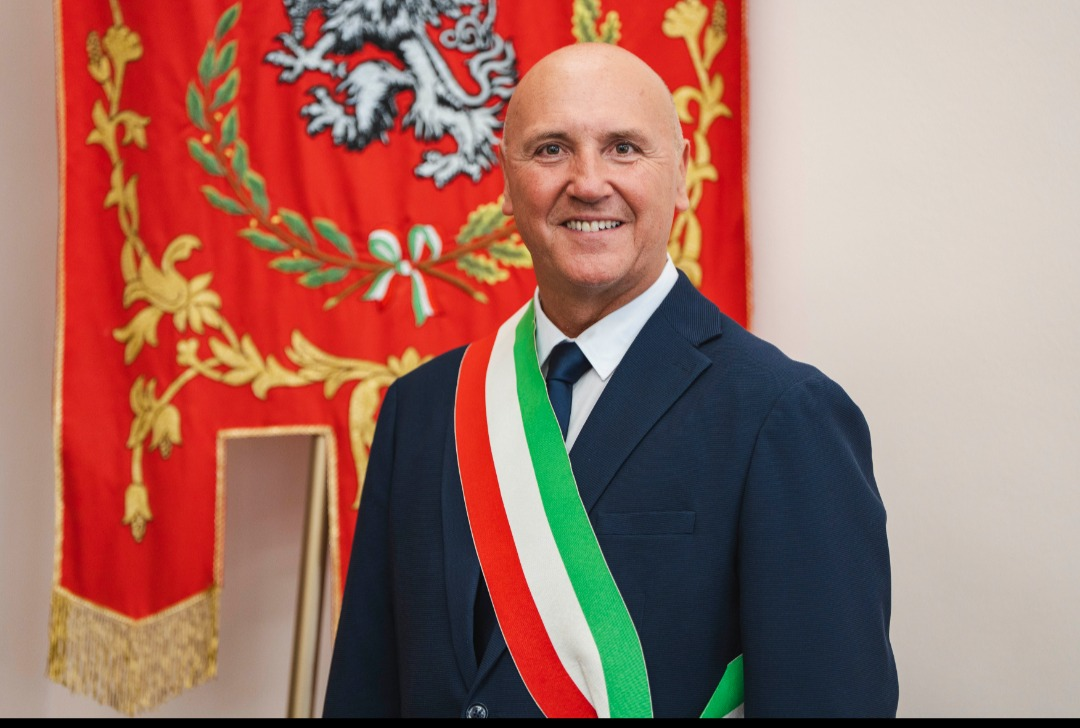

Luca Vitale (Grosseto, 3 dicembre 1969) è un politico italiano, imprenditore immobiliare e sportivo, attualmente consigliere comunale a Grosseto per il partito Fratelli d’Italia.

## Biografia
Diplomato agrotecnico, ha ottenuto una laurea honoris causa in ingegneria dalla Euro University. Dal 1994 è attivo come agente immobiliare, fondando i brand “Property In The World”, “Tosco Intermedia Immobiliare” e “Hotels In The World”. Ha ricoperto incarichi dirigenziali nella Federazione Italiana Agenti Immobiliari per oltre trent’anni, ed è oggi responsabile del dipartimento immobiliare nazionale di AiaItalia.

## Attività politica
È stato candidato alle elezioni comunali di Grosseto nel 2016 e nel 2021. È membro del coordinamento comunale di Fratelli d’Italia, presidente del Circolo “Mirco Butelli” e consigliere comunale dal 2022. È vicepresidente della seconda commissione consiliare, con competenza su bilancio e finanze.

## Attività sportiva
È velista professionista e ha conquistato il secondo posto al Campionato del Mondo ORC 2015 a Barcellona. È membro del Panathlon Club di Grosseto.

## Riconoscimenti
Nel 2017 è stato nominato presidente del CdA del COSTRAVI – Consorzio Strade Vicinali di Grosseto – dal sindaco Vivarelli Colonna. È stato componente del Tavolo nazionale per le politiche abitative e dei dipartimenti provinciali di Economia, Finanza e Imprese di FdI.